# 千坂高雅
千坂 高雅（ちさか たかまさ、天保12年閏1月19日（1841年3月11日）- 大正元年（1912年）12月3日）は、日本の官僚・政治家・実業家。陸軍中佐、錦鶏間祗候。　幼名は與市、戊辰戦争中は太郎左衛門、喜遯斉。
出羽国米沢藩家老の家に生まれ、英国留学後内務省に勤務。西南戦争に陸軍中佐として出征した後、石川県令、内務大書記官、岡山県令および県知事を歴任し、明治27年に依願免本官後には貴族院の 勅撰議員に就任した。

## 生涯

### 幕末期

#### 出生と米沢藩家老就任
千坂高雅は、天保12年(1841年)、米沢藩家老千坂高明の長男として米沢城下の桂町(現松が岬3丁目)に生まれた。高雅の生まれた千坂家は上級家臣の侍組に属しており、代々国家老や江戸家老などの藩の重職を務めた名門。
高雅は若い頃から千坂家の嫡子として父高明とともに藩政に参画し、軍制改革の建議(一藩皆兵・一家一兵・一兵一銃など)をした。また、藩校興譲館では学頭となって講義内容を朱子学から七書(『孫子』など兵書の総称)へと一変させる改革を行った。　高雅は元治元年(1864年)、家督を継ぐと、慶応3年(1867年)、27歳で異例の抜擢で国家老に任じられた。
藩は鳥羽・伏見の戦いの結果を知らずに、幕府から促された「上阪」に応えるため、慶応4年(1868年)1月中旬に藩主上杉斉憲一行は国境を越え福島に向かった。　だが、そこで鳥羽・伏見の戦いの結果の知らせが届き、米沢に引き返すことになり、改めて対応を協議した結果、千坂に上洛を命じた。　慶応4年(1868年)1月20日、千坂は二小隊を率い、周旋方の松本誠蔵・宮島誠一郎・雲井龍雄・山吉盛典らを随伴して上洛し、天機を伺い、薩摩・長州・土佐・肥前・芸州諸藩の重役と会談して国事を談じ合い、3月下旬に朝廷より大隊旗を下賜され、速やかに下向して奥羽鎮撫の任につくよう下命があり、帰国する。
慶応4年(1868年)3月28日に京都から帰国。　京都での情勢を踏まえて、佐幕論に巻き込まれないよう、国論を固めようとしたが、「我輩を目して、西京に行って生意気になって来たぐらいの考えを持たれた」と自ら語っているくらいの藩内世論情勢だった。
上洛から帰国後、藩主からの評価は高く、慶応4年(1868年)4月、「軍務総督」を命じられ、賞罰権も委任される。  藩政執行部である「本政府」とは別に軍事に関する権限と機能を集中化した「軍政府」を設立し、甘糟継成を参謀に任じ、その他才略の諸壮士を選んで軍政府属員を申し付け、軍政大改革の法令を早速実施に移す。
その後、藩主上杉斉憲に随伴して奥羽列藩の白石会議に参加した後、閏4月20日に奥羽鎮撫総督府から米沢藩に澤為量（副総督）護衛のために新庄方面への派兵が命じられたことを受け、閏4月29日、千坂は大隊頭大井田修平以下の諸将と720余の兵を引いて新庄に向う。

#### 米沢藩の越後出兵
千坂が新庄に出馬し、留守中に米沢藩の越後出兵が決定。　出兵の背景については、諸説あるが、当事者の記録として、米沢藩の越後出兵の決定を主導した軍政府参謀甘糟継成の北越日記5月1日付及び千坂が後に自ら語ったものがある。
5月13日に総督色部長門、参謀甘糟継成、大隊頭大井田修平部隊600余名が出陣し、米沢藩の越後への出兵が始まった。　
当初は越後民衆の鎮撫を優先した出兵だったが、いったん出兵した以上、現地で官軍側と戦闘になるリスクをはらんでおり、現実にその後の展開は、米沢藩が北越戦争の奥羽越列藩同盟側の中心的存在になるうえ、千坂自身もその渦中に入ることになった。

#### 北越戦争の米沢軍・同盟軍総督
千坂は5月10日に新庄から帰国後、すぐに越後への出馬を命じられ、5月23日に会津経由で越後に向かう。　更に越後に入ってから、「色部と役割を交替」するよう藩主から命じられ、前線の指揮を執るようになったうえ、 河井継之助、佐川官兵衛等諸藩の将士より推されて、北越戦線の同盟軍総督にも就任する。  
7月末までおおよそ2か月間、前線で同盟軍総督として指揮を執り、7月24日の長岡城奪還作戦の実行を決め、河井継之助の指揮で深夜に八丁沖を徒渉し、長岡城を奪還したが、千坂が長岡城内に入ってみると、河井継之助は足を撃たれていた。　
長岡城奪還後、城内で「新政府軍側の書簡」を発見する。　 西郷隆盛から吉井幸輔・西郷従道に宛てた薩摩一大隊の増援派遣を知らせるもので、この時に、「天皇の駿府駐輦」を知らせる使者が到着。　北陸道経由で藩主と共に上洛し、建白書を提出することを目指した戦いだったが、もはや「戦争続行の無意味」を悟った千坂が総軍引き上げ、征東軍に帰順と決断する。
その頃(7月29日)、色部長門も戦死していた。
米沢藩兵は会津経由で引き揚げ、千坂は藩の降伏及び仙台・南部・庄内藩の帰順に向けての段取りとった後、名を「千坂嘉遯斉（かとんさい・きとんさい）」と改め謹慎に入った。
9月11日、上杉茂憲が新発田城において総督宮（仁和寺宮嘉彰親王）に拝謁して、追討先先鋒軍下命を請願し、降伏した。

#### 米沢藩への処分
12月7日に奥羽各藩に処分が決まり、米沢藩は4万石削封、藩主上杉斉憲の隠居、嫡子上杉茂憲の襲封と叛逆首謀の家来を早々取調べ申し出るよう裁断が下された。
12月22日、米沢藩は首謀人として千坂高雅ではなく、色部長門を新政府に届け出る。
この届出については、藩主上杉茂憲や宮島誠一郎が米沢藩の届け出る首謀人は戦死した色部1人だけで認めてもらえないか、複数の政府要人に懇請し、その賛助を得て三条実美に委細が具申され、認められた経緯があり、千坂自身はそのことを後で知った。　
色部家は新政府の命でいったん家名断絶となったが、米沢藩では一族の山浦家を復興させ、色部長門の長男が相続することで色部家の血脈は保たれた。
尚、昭和7年（1932年）に色部長門が戦死した地（新潟市「戊辰公園」）に「色部長門追念碑」が建立されたが、その碑裏面に刻まれている発起者の中に千坂高雅の子息、千坂智次郎と千坂洋三郎の名がある。千坂高雅の色部長門追悼の思いが子息に継承されていた。

#### 米沢藩の戊辰戦争　評価
先に越後から引き揚げ降伏し、新政府軍に追討先先鋒軍下命を請願するなどの米沢藩の行動について、後に宮島誠一郎は勝海舟から「世上では米沢は狡猾だ」と蔑む向きがあると批判された。　後に千坂は「米沢の藩論は佐幕ということは一点もない、しかし種々の事情から王師に抗した姿に至った。　さりながら、土台の根本は勤王だから、後から言えば腰が弱かった。　同盟国を撃っても、上杉のみうまいことをしたと言われます。又よく言えば、奥羽人を助け、政府の奥羽鎮定の御辛労をはぶき少なくしたと云うて良い。　それは人の批評に任すより仕方がない」と語っている。

### 明治期

#### 「大参事」任命・辞退
明治2年（1869年）4月8日、千坂高雅の謹慎が解かれる。　
版籍奉還後の米沢藩人事で、明治2年12月晦日　朝廷より「千坂高雅（嘉遯斉）を大参事に任命する」太政官辞令と共に三条実美より上杉斉憲宛に「千坂が有用な人材なので、懸念なく大参事に登用するよう」に求める旨の書が届く。 　
これは千坂の大参事就任を願う宮島誠一郎の三条側近への働きかけが影響したようだが、千坂にとっては想定外のことだった。
「色部家の家名断絶への負い目と奥羽越列藩同盟諸藩の家老の多くが戦死や首謀者として処刑されているのに、自分一人だけが朝廷の政務に参与するようになっては、天下に顔向けできない」という心境から、大参事就任を固辞。　
しかし、藩から辞退を受け入れられず、明治3年1月1日登城して太政官辞令を拝受。しかし、病気と称して出仕せず、7月3日に太政官から辞任を許される。
翌年、千坂が三条実美、岩倉具視と面会した時に、岩倉が千坂に大参事辞任の理由を質した際に「君の官軍に対する抵抗は実に見事で君の才略は一躍有名になった。その上、自ら首謀者を名乗り、国論を統一し、さらに庄内を説得して恭順に導いた忠誠は、政府でも先刻承知しておる」と述べている

#### 英国留学
明治4年（1871年）12月10日上杉茂憲の英国留学随行者に上杉斉憲が千坂高雅を指名。
明治5年（1872年）1月27日上杉茂憲の随行員として横浜から出帆　渡欧へ
明治5年（1872年）3月17日ロンドン到着
千坂の英国滞在中、ロンドンで欧州各国を歴訪中の遣外全権大使岩倉具視一行と会っている。その時、岩倉からは奥州鉄道建設の内談などがあり、参議の大久保利通からは、養蚕製糸の実情調査のためイタリア、フランス両国への出張を要請され、特別に賜金を受けている。
明治6年（1873年）12月29日帰国（渡欧期間約2年）
帰国後まもなく三条実美、大久保利通に会い、陸軍三等出仕（少将待遇）の誘いを受けたが、固辞し米沢に帰る。

#### 内務省に出仕
明治8年（1875年）5月内務省七等出仕として行政官の第一歩を踏み出す。
明治8年（1875年）9月大久保利通宛に政治・経済全般にわたる意見書を提出
明治9年（1876年）2月以来、大久保利通の下で内務権小丞として、和歌山・茨城の暴動鎮圧や福島・栃木・埼玉・群馬各県巡視に奔走。　
明治10年（1877年）1月大久保利通の特命により内務少輔前島密の下で大書記官松田道之と協力して専ら地租改正事務の取り扱いに従事。 　この頃、大久保利通から前島密に宛てた書簡に千坂の名が頻繁に出てくる。　

#### 西南戦争「新撰旅団」参謀長
明治10年（1877年）7月西南戦争の兵員不足対策として東北諸藩士族を警部 巡査として臨時徴募し、戦地に派遣する「新撰旅団」参謀長（小警視、陸軍中佐）を命じられ、西南戦争終結まで約2か月間戦地で指揮を執る。
明治10年（1877年）10月30日「新撰旅団」解団。　
解団後、徴募に応じた士族が官職を請うて止まず、その対応のため、庶務局長として新撰旅団残務取り扱い。　小警視、陸軍中佐は辞任。

#### 内務省に戻り、書記官、石川県令、岡山県令、貴族院議員を歴任
明治11年（1878年）3月勧農局事務取扱を命じられ大久保利通の内旨により士族授産の計画に参画。
明治13年（1880年）2月24日　石川県令 (第3代)に就任(明治16年1月19日退任)。
石川県令時代には、日本初の銅像であるヤマトタケル像を兼六園に建立。また、地元藩士の飛鳥井清に官金を授けて九谷焼の復興に協力するなどした。
明治16年（1883年）石川県令退任後、内務大書記官として戸籍局長
明治17年（1874年）12月22日 岡山県令（第4代）に就任（明治19年7月19日初代知事）
岡山県知事時代には、児島湾干拓事業を一方的に藤田伝三郎に許可したことで地元から猛反発を受け、10年以上に渡る紛糾を引き起こした。また、受洗した娘つる（千坂光子）のためにミッション系女学校（現・ノートルダム清心女子大学）の設立に協力する一方、婦人運動家として知られる福田英子（当時は景山英子）が設立した私塾「蒸紅学舎」を集会条例を使って一方的に閉校させるなどした。
明治27年（1894年）9月19日 貴族院議員に勅選 
明治27年（1894年）9月21日 岡山県知事退任 
実業界では両羽銀行、宇治川水電、横浜倉庫などの重役を務めた。横浜市神奈川区の千若町は、埋立事業者であった横浜倉庫初代代表取締役社長の千坂と同社専務の若尾幾造の頭文字から名付けられた。　
明治31年（1898年）4月11日、錦鶏間祗候に任じられた。
明治31年（1898年）8月「米沢有為会」初代会長に就任。
明治35年（1902年）から明治36年（1903年）にかけては叙爵運動を行っており、旧主の上杉伯爵家にも口添えを依頼していたようだが、不許可に終わっている。
大正元年（1912年）12月3日に死去、享年72。
墓所は山形県米沢市の日朝寺と大田区の池上本門寺。　池上本門寺に埋葬。 

## 栄典・授章・授賞
位階
- 1886年（明治19年）11月16日 - 正五位[64]
- 1890年（明治23年）7月11日 - 従四位[65]
- 1894年（明治27年）10月10日 - 正四位[66]
- 1912年（大正元年）12月3日 - 従三位[67]

勲章等
- 1889年（明治22年）11月29日 - 大日本帝国憲法発布記念章[68]
- 1890年（明治23年）12月26日 - 勲三等瑞宝章[69]
- 1906年（明治39年）4月1日 - 旭日中綬章[70]
- 1896年（明治29年）3月29日 - 銀杯一組[71]

## 逸話
- 高雅が「先祖の千坂高房（兵部）は赤穂事件に関わった」と偽って広言したため、その発言を信じた大佛次郎の『赤穂浪士』などに取り上げられ、忠臣蔵の映画や小説などで高房が登場するようになってしまったという[72]。なお、実際の当時の江戸家老は色部安長であり、高房は既に死去している。
- 晩年の明治43年（1911年）10月19日付けの報知新聞で、黒田清隆の妻・清が明治11年（1878年）に急死した件について、泥酔した黒田が彼女を蹴り殺したのが真相と発言した。その言によると、清の妹が友人である千坂の娘のもとに「姉が黒田に殺された」と駆け込んだことから騒ぎを知り、千坂が黒田邸に行き本人から事情を聞いたところ、酔って帰ったことを清に咎められ怒った黒田が蹴り倒したら血を吐いて死んでいたという（黒田の酒乱ぶりは当時有名だった）。吐血で死亡したように医師に診断書を書かせ、すぐに埋葬したという[73]（清の死については諸説あり真相は不明）。

## 親族
- 妻 瀧子（米沢藩士竹俣久綱の長女。久綱の次女のうめのは米沢藩士湯野川忠国に嫁ぐ。米沢藩士酒井建次は久綱の三女竹子に婿入りし、竹俣家を継いだ。）
- 弟 門屋道四郎
- 息子 
  - 千坂高節（米沢の叔父に預けられて織物を習い、のちに那須郡西那須野村（現・那須塩原市）にて千坂製糸所を経営）
  - 千坂智次郎（海軍中将）
  - 千坂洋三郎（陸軍中佐）
  - 千坂高範
  - 千坂高義
  - 池田長康（池田長準の養子）
- 娘 千坂光子（幼名つる？　本名てる）